# Palais Albert Rothschild

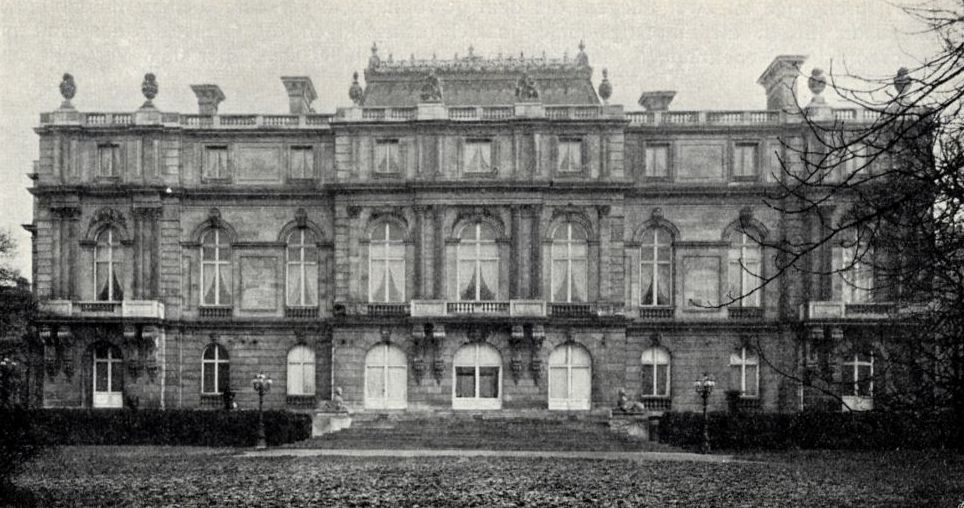
Fachada do Palais Albert Rothschild virada ao jardim.

O Palais Albert Rothschild foi um palácio austríaco de Viena construído entre 1879 e 1884 e demolido em 1954. Erguia-se entre os números 20-22 da Prinz-Eugen-Straße, no 4º Distritos de Viena, Wieden.
Foi encomendado pelo Barão Albert von Rothschild e desenhado e construído pelo arquitecto francês Gabriel-Hippolyte Destailleur.

## História

### Construção e tempos áureos
O edifício era invulgar para Viena: desenhado ao estilo hôtel particulier neoclássico francês, o esquema tinha uma forma em U, três pisos de altura e estava afastado da rua por um pátio, com a propriedade cercada por um alto gradeamento em ferro. Aparentemente, enquanto criança, o Barão Albert tinha vivido na casa de Salomon Mayer von Rothschild, em 1848, o que pode explicar o isolamento do palácio em relação ao público. Contíguo ao palácio ficava um jardim.
O hall de entrada era dominado por uma enorme escadaria de mármore, as paredes decoradas com valiosos espelhos gobelins pinturas. O salão de baile e várias salões tinham tectos pintados por Jean de Witt e Tiepolo, sendo ricamente decorados com estuque, folha de ouro e pesados candeeiros de cristal pendurados. Os ornamentados pavimentos em parquet eram feitos com dispendiosas madeiras raras; o mobiliário era em estilo Luís XVI.
Um elemento especial era um grande orchestrion, construído num nicho entre o salão de baile e um dos salões; juntamente com um outro orchestrion mais pequeno, estes dois instrumentos podiam substituir uma orquestra inteira.
Além de ser uma residência privada, o Barão Albert usou o palácio para conduzir os seus negócios bancários; a sua opulência garantia tanto uma afirmação social como financeira.
Um elemento invlugar do edifício era o observatório privado, localizado na projecção central (mittelrisalit), o qual se atingia através duma escada em madeira a partir do segundo andar .

### Da ocupação nazi à demolição
Depois da Anschluß (Anexação) da Áustria pela Alemanha nazi, a família Rothschild foi forçada a fugir e foi para o exílio na Inglaterra. Quase imediatamente, os nazis voltaram a sua atenção para a colecção de arte Rothschild, a maior e mais valiosa colecção de arte em mãos judias na Áustria. O tesouro do Barão Louis von Rothschild, filho do Barão Albert, composto por pinturas, estátuas, mobiliário, armaduras e moedas, foi apreendido e removido da sua casa em Theresianumgasse, antes da Gestapo requisitar o edifício para o seu quartel-general em Viena.
Adolf Eichmann mudou-se para o Palais Albert Rothschild e instalou ali o infame Zentralstelle für jüdische Auswanderung (Gabinete Central para a Emigração Judia), cujo propósito era organizar a emigração dos judeus da Áustria. De facto, a sua missão era despojar os cidadãos austríacos judeus de todo o dinheiro e bens, seguirando-os como resgate em troca da esperança de receber autorizações de emigração. Frequentemente, as autorizações eram recusadas mesmo depois de todas as exigências terem sido cumpridas, muitas vezes garantindo às vítimas uma viagem só de ida para um campo de concentração.
O Barão Albert von Rothschild foi forçado a assinar um documento dando o seu consentimento para a confiscação das suas colecções de arte, mais a apropriação de todo o património Rothschild na Áustria pelo Governo Alemão, em troca da libertação do seu irmão do Campo de concentração de Dachau e duma passagem de ambos para fora da Áustria.
Por todo o lado em Viena, outras colecções foram confiscadas e levadas para um ponto de recolha para exame. No conjunto de todas as 163 colecções, foi confiscado um total de 93 biliões de Reichsmarks (RM). Nesta pilhagem, foram colhidas 269 pinturas de alto valor, das quais 122 foram, mais tarde, seleccionadas para serem consideradas por Hitler para inclusão no seu planeado museu em Linz.
Com o começo do "Endlösung" (Solução final) e a destruição da comunidade judia austríaca, o gabinete da Gestapo para emigração cessou funções. O próprio Eichmann foi transferido para outro lugar para organizar a deportação e execução de judeus em campos de concentração.
Um posto de correios e telegramas foi instalado no próprio palácio. O edifício foi ligeiramente danificado durante a guerra. Apesar de ainda estar erguido e funcional, no final da guerra, o Barão Louis Nathaniel von Rothschild encontrou-o num estado de total negligência, com o seu interior largamente saqueado pelos nazis.
Nos anos seguintes, tentou obter compensações do Governo austríaco pelas perdas da família e do arruinado Banco Rothschild. Nessa época, o governo tomou a posição de que a Áustria tinha sido uma vítima da guerra e, portanto, não responsável. Muitos entraves burocráticos tornaram quase impossível a qualquer judeu austríaco sobrevivente ter as suas propriedades de volta ou receber qualquer compensação adequada. O barão apenas recebeu uma pequena quantia de compensação e, finalmente, desistiu face à dura oposição do governo. Deu o palácio, os jardins e a propriedade ao Governo austríaco, com a condição que fosse criado com o produto um fundo de pensão para os antigos empregados dos Rothschild, indexado à escala de pensões dos funcionários públicos austríacos.
O palácio foi demolido. Todas as coisas de valor que ainda restavam, como candeeiros, marcenaria e lareiras, foram vendidas à casa de leilões Dorotheum a um preço mínimo, muito abaixo do seu valor real. As escadas e pilares de mármore foram vendidos a um italiano; o resto dos trabalhos de pedra foi simplesmente destruído, o ornamentado gradeamento de e grades de janelas em ferro foram vendidos para sucata. O estuque ricamente dourado foi rasgado; esforços para recuperar a folha de ouro mostraram não ser rentável. O grande orchestrion foi parcialmente destruído, embora partes ainda possam ser vistas na Colecção de Instrumentos Musicais Antigos do Kunsthistorisches Museum. O orchestrion mais pequeno também foi perdido. O próprio edifício era feito dum material de tal forma resistente e tinha uma construção tão sólida que foi necessário usar dinamite para derrubá-lo.

## Literatura
- Edgard Haider: Verlorenes Wien. Adelspaläste vergangener Tage. Böhlau Verlag, Viena 1984, ISBN 3-205-07220-0.
- Dieter Klein, Martin Kupf, Robert Schediwy: Stadtbildverluste Wien. ein Rückblick auf fünf Jahrzehnte. LIT-Verlag, Viena 2005, ISBN 3-8258-7754-X.
- Felicitas Kunth: Die Rothschild'schen Gemäldesammlungen in Wien. Böhlau Verlag, Viena 2006, ISBN 3-205-77306-3 (originalmente apresentado em dissertação, Universidade de Viena 2001).